# Línea T2 (SFM)
La línea T2 de Servicios Ferroviarios de Mallorca recorre 46 km a lo largo de la isla de Mallorca entre las estaciones de Plaza de España (Palma de Mallorca) y La Puebla. A su paso, la línea discurre por los municipios de Palma de Mallorca (cinco estaciones), Marrachí (cuatro estaciones), Santa María del Camino (una estación), Consell (una estación), Binisalem (una estación), Lloseta (una estación), Inca (dos estaciones), Llubí (una estación), Muro (una estación) y La Puebla (una estación).

## Recorrido
Esta línea tiene su origen en la Estación Intermodal de Plaza de España, situada en el centro de Palma de Mallorca. Se trata de la principal estación ferroviaria de la capital autonómica así como intercambiador con buses urbanos e interurbanos y con el Metro de Palma de Mallorca. A partir de aquí la se dirige hacia Inca pasando por el Distrito de Levante y la denominada Comarca del Raiguer hasta llegar a la Estación de Inca, donde la línea se desvía hacia el sudeste hacia la Estación de Empalme. Allí finaliza el tramo de vía doble y el trazado se bifurca hacia La Puebla y Manacor. La primera vía continúa hacia en dirección norte hasta llegar a la Estación de La Puebla. Este último tramo se encuentra electrificado desde octubre de 2018.

## Historia
En octubre de 1876, semanas después de haber finalizado los estudios previos del tramo Inca-Sinéu, se iniciaron los del ramal hacia La Puebla, que se completaron en el mes de diciembre. Ese mismo mes el Ayuntamiento de Muro solicitó a la Compañía de los Ferrocarriles de Mallorca que el trazado de la vía se acercara más a su población. Para ello sería necesario construir un viaducto sobre el torrente de Vinagrella, similar al ya existente en la línea de Manacor, que permitiría a la línea acercarse más a los núcleos urbanos pero que supondría la construcción de un segundo viaducto para regresar a La Puebla. La demanda ferroviaria no era lo suficientemente grande como para justificar esa inversión, por lo que se rechazó la propuesta. Este ahorro constructivo supuso después una desventaja, puesto que las estaciones de Llubí y Muro quedaron a 1.700 y 2.100 metros respectivamente de sus núcleos urbanos, lo que obligó a construir un enlace por carretera.
El 17 de enero de 1887 se declaró obra de utilidad pública y en mayo comenzaron las obras. Estas tuvieron algunos retrasos por culpa de los problemas ocasionados por las expropiaciones y porque la compañía tuvo que completar directamente la explanación del último tramo, debido a la lentitud con la que el contratista ejecutaba las obras. La construcción se prolongó hasta finales del verano de 1878, quedando finalmente inaugurada el día 24 de octubre de ese mismo año.
Los trenes que tenían como destino La Puebla partían de Palma de Mallorca, y hacían todo el recorrido hasta la Estación de Empalme. Todos los convoyes de La Puebla se coordinaban con los de Manacor, que al llegar a Empalme dejaba los vagones de La Puebla y proseguía hacía su destino. Estos coches eran remolcados por una máquina que hacía el servicio Empalme-La Puebla.
Son muchos los diferentes trenes que han realizado el servicio Palma de Mallorca-La Puebla desde 1878. Sus velocidades quedan reflejadas en la siguiente tabla:
| Velocidades comerciales Palma de Mallorca-La Puebla | Velocidades comerciales Palma de Mallorca-La Puebla | Velocidades comerciales Palma de Mallorca-La Puebla |
| --------------------------------------------------- | --------------------------------------------------- | --------------------------------------------------- |
| Tipo de tren                                        | Velocidad media                                     | Duración del trayecto                               |
| Serie 81 de CAF                                     | 90 km/h                                             | 45 minutos                                          |
| Serie 61 de CAF                                     | 52 km/h                                             | 55 minutos                                          |
| Automotor rápido                                    | 45 km/h                                             | 63 minutos                                          |
| Automotor                                           | 36 km/h                                             | 78 minutos                                          |
| Rápido                                              | 36 km/h                                             | 78 minutos                                          |
| Correo                                              | 31 km/h                                             | 91 minutos                                          |
| Mixto                                               | 22 km/h                                             | 129 minutos                                         |
| Mercancías                                          | 17 km/h                                             | 161 minutos                                         |
| Fuente : Ramal de La Puebla en Trenes de Mallorca   | Total                                               | 173.907                                             |

En 1980, tras años de degradación de la red ferroviaria mallorquina con el cierre de la mayor parte de sus líneas, FEVE inicia un plan para renovar la estructura de la red, el primer cambio introducido es el cambio del ancho de vía de yarda inglesa (914 mm) a ancho métrico (1000 mm). La renovación de la vía solo contemplaba el tramo Palma de Mallorca-Inca, y ante la falta de liquidez e interés de FEVE por mantener en funcionamiento el tramo Inca-La Puebla en 1981 se cierra la línea.
No sería hasta 1999 cuando el Gobierno de las Islas Baleares iniciaría un plan de recuperación del ferrocarril insular, reabriendo el servicio nuevamente en el 2000. La reapertura supuso una mejora del tiempo de circulación y de las frecuencias, pasando de 4 trenes diarios en 1981 a 14 en el año 2003.

## Características
La línea T2 discurre por una línea ferroviaria de ancho métrico. El tramo Palma de Mallorca-Empalme es de vía doble electrificada desde el 24 de febrero de 2012. El resto del trazado hasta llegar a La Puebla es de vía única electrificada desde octubre de 2018. La mayor parte de su recorrido lo hace en superficie aunque el tramo desde la Plaza de España hasta la Vía de cintura dentro del área urbana de Palma de Mallorca discurre subterráneo. 
Los avisos sonoros de estación próxima en los ferrocarriles de esta línea son bilingües: en español y catalán debido a la cooficialidad lingüística existente en las Islas Baleares.

## Intermodalidad
En la actualidad, se puede utilizar la Tarjeta Intermodal (tarjeta monedero del Consorcio de Transportes de Mallorca) como medio de pago en las máquinas autoventas ubicadas en las estaciones de las red de ferrocarril. Esta tarjeta se puede utilizar además en los autobuses interurbanos de la isla, así como en la línea del Metro de Palma de Mallorca.

## Galería

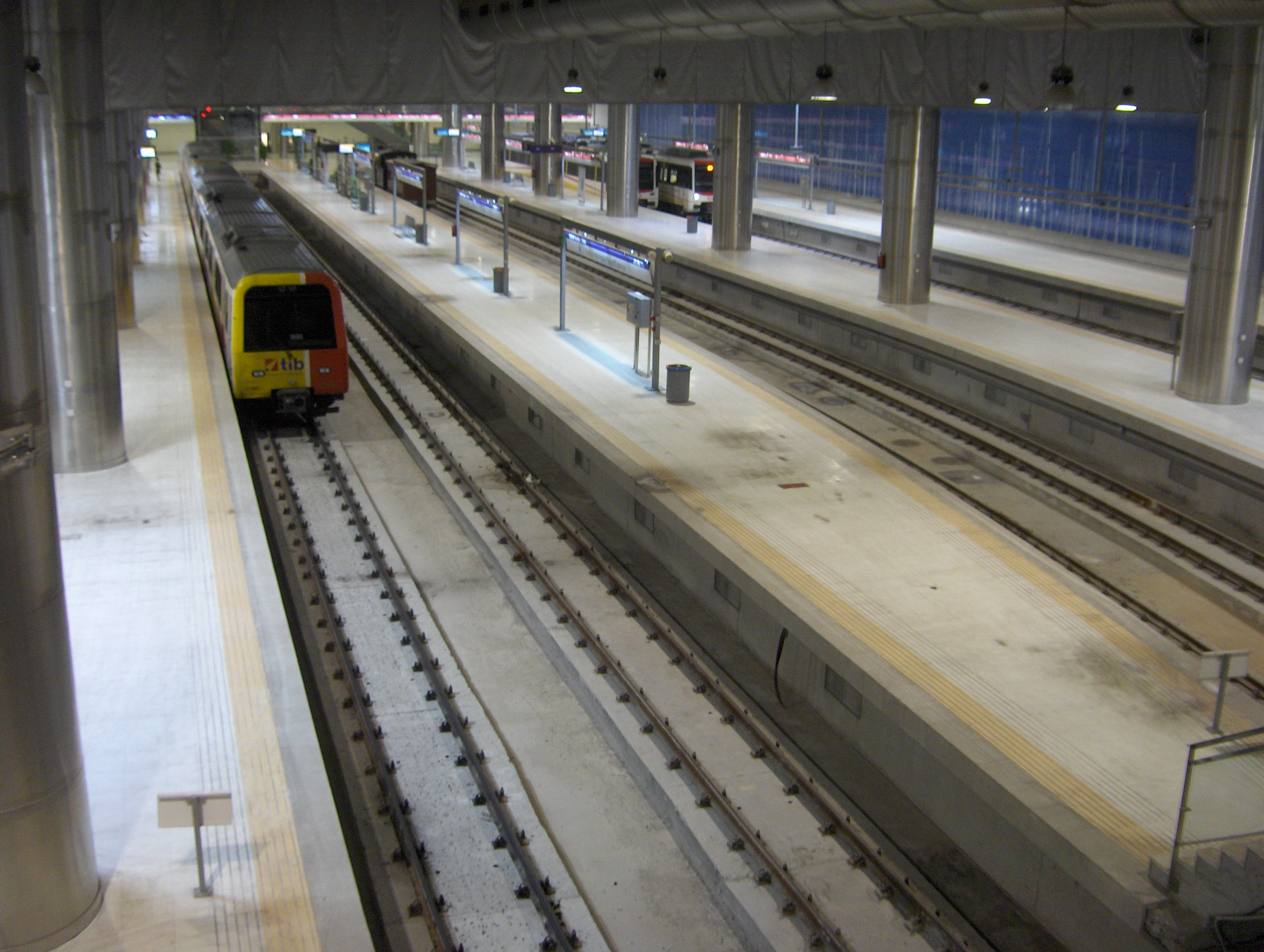
Estación Intermodal en Palma de Mallorca, de donde parten los trenes con destino a La Puebla.
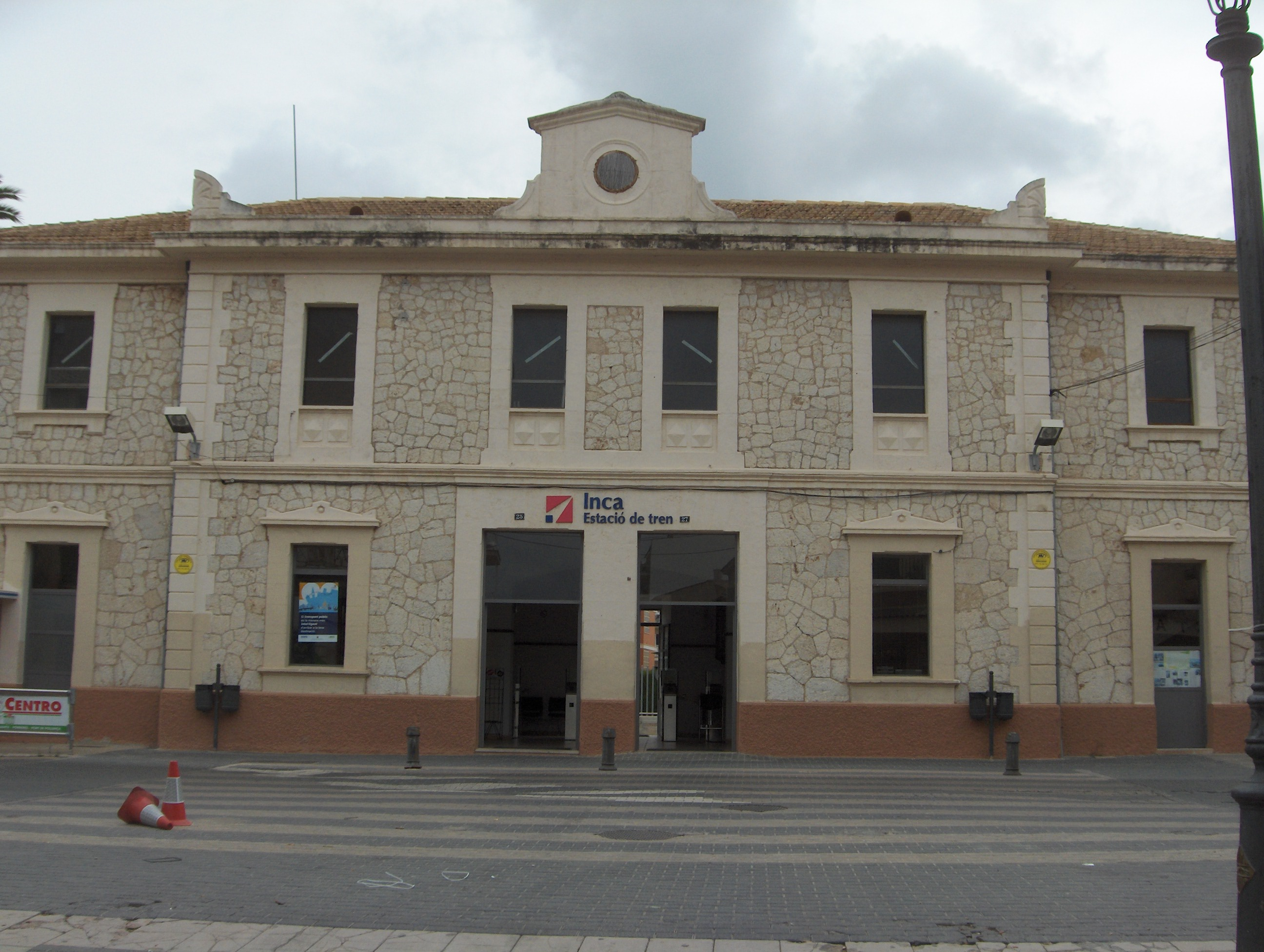
La estación de Inca en 2007.
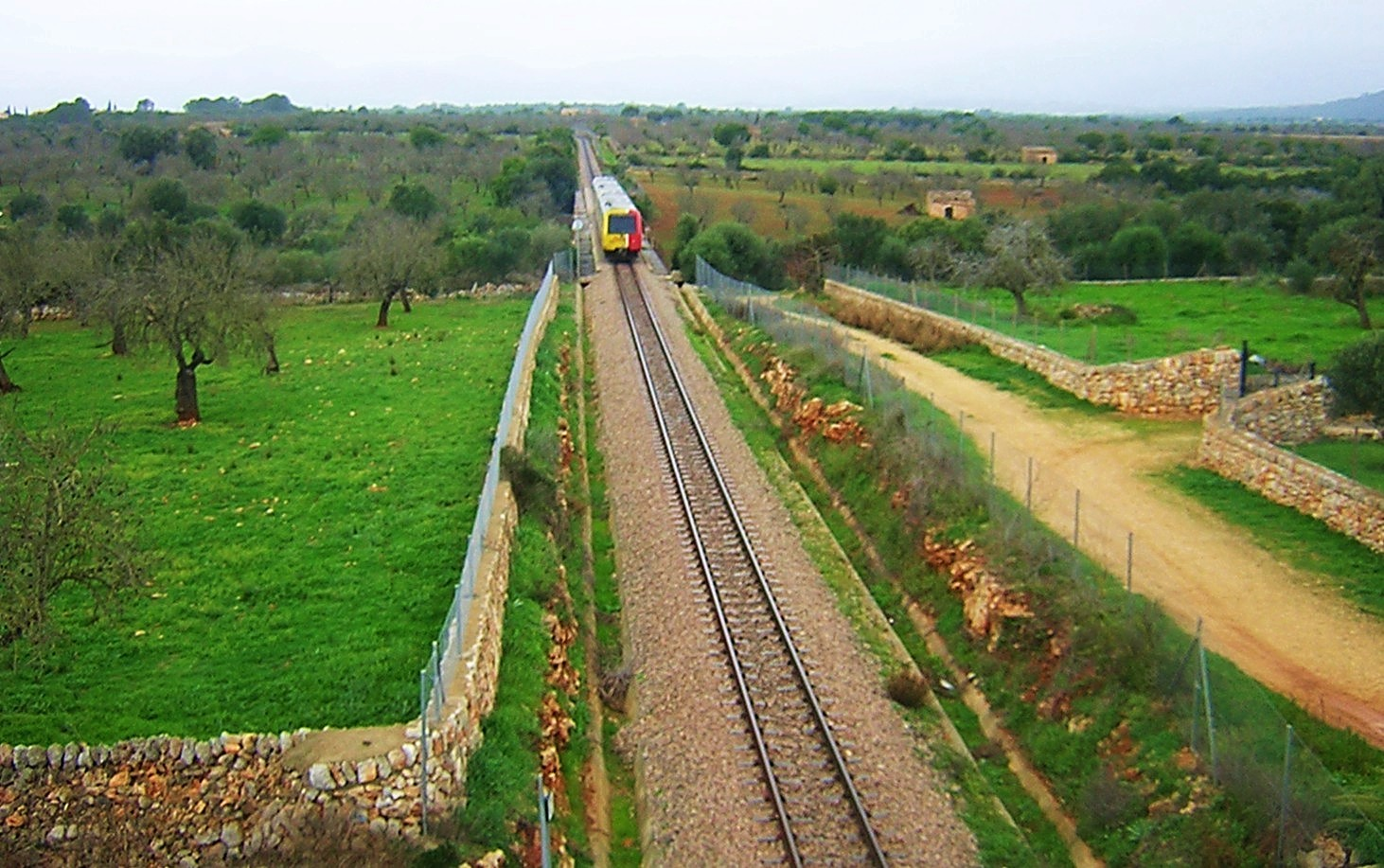
Puente sobre el Torrente de Corbera.
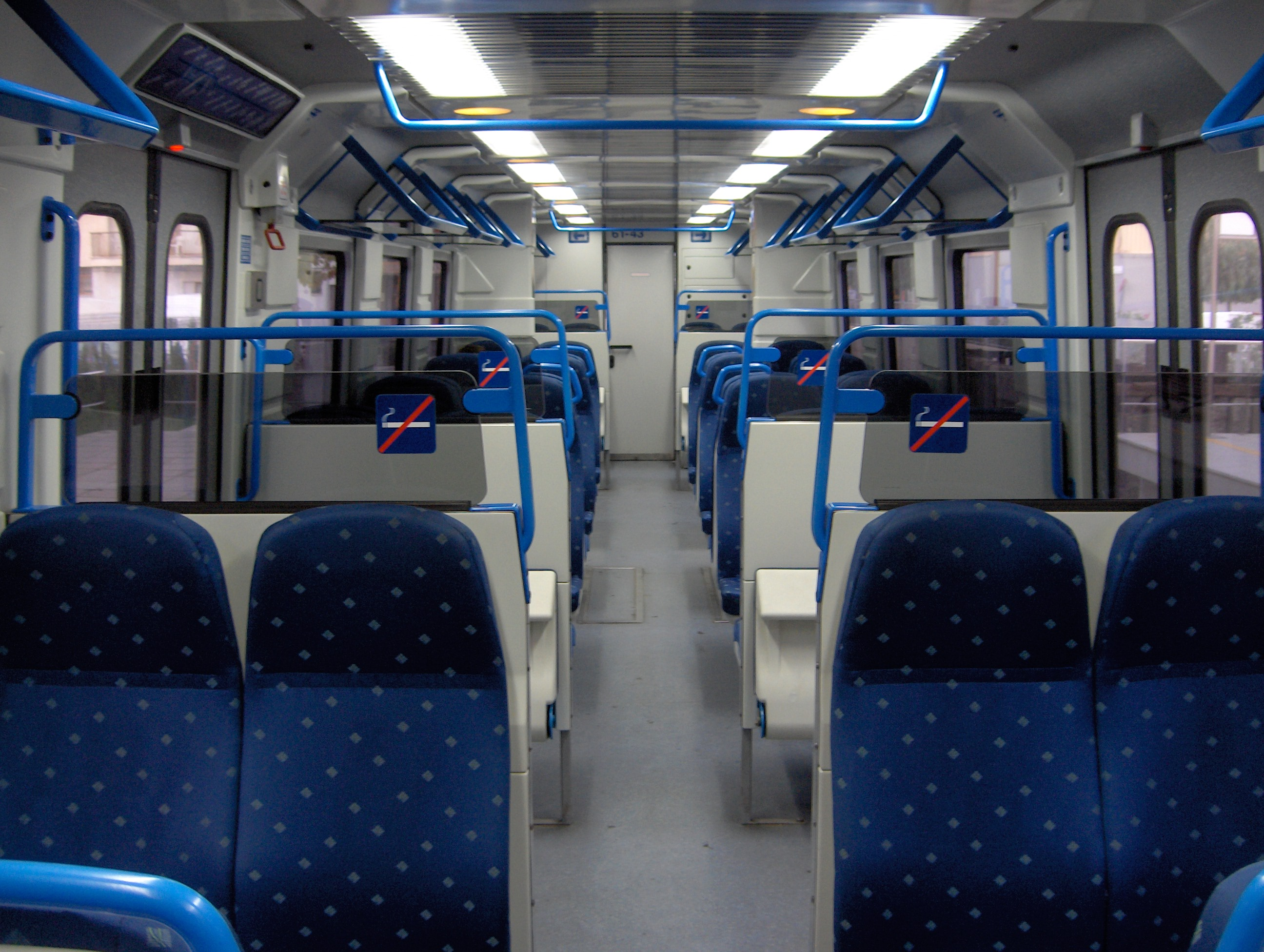
Interior de un tren de SFM de la Serie 61 de CAF.
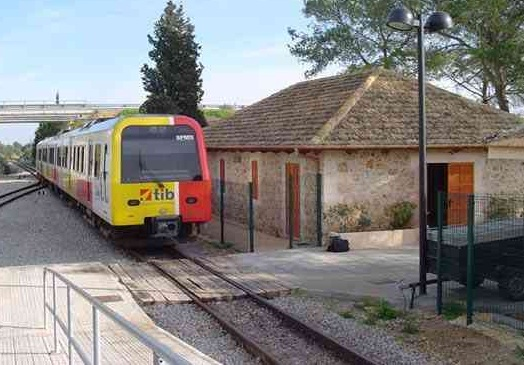
Tren llegando a la Estación de Llubí.
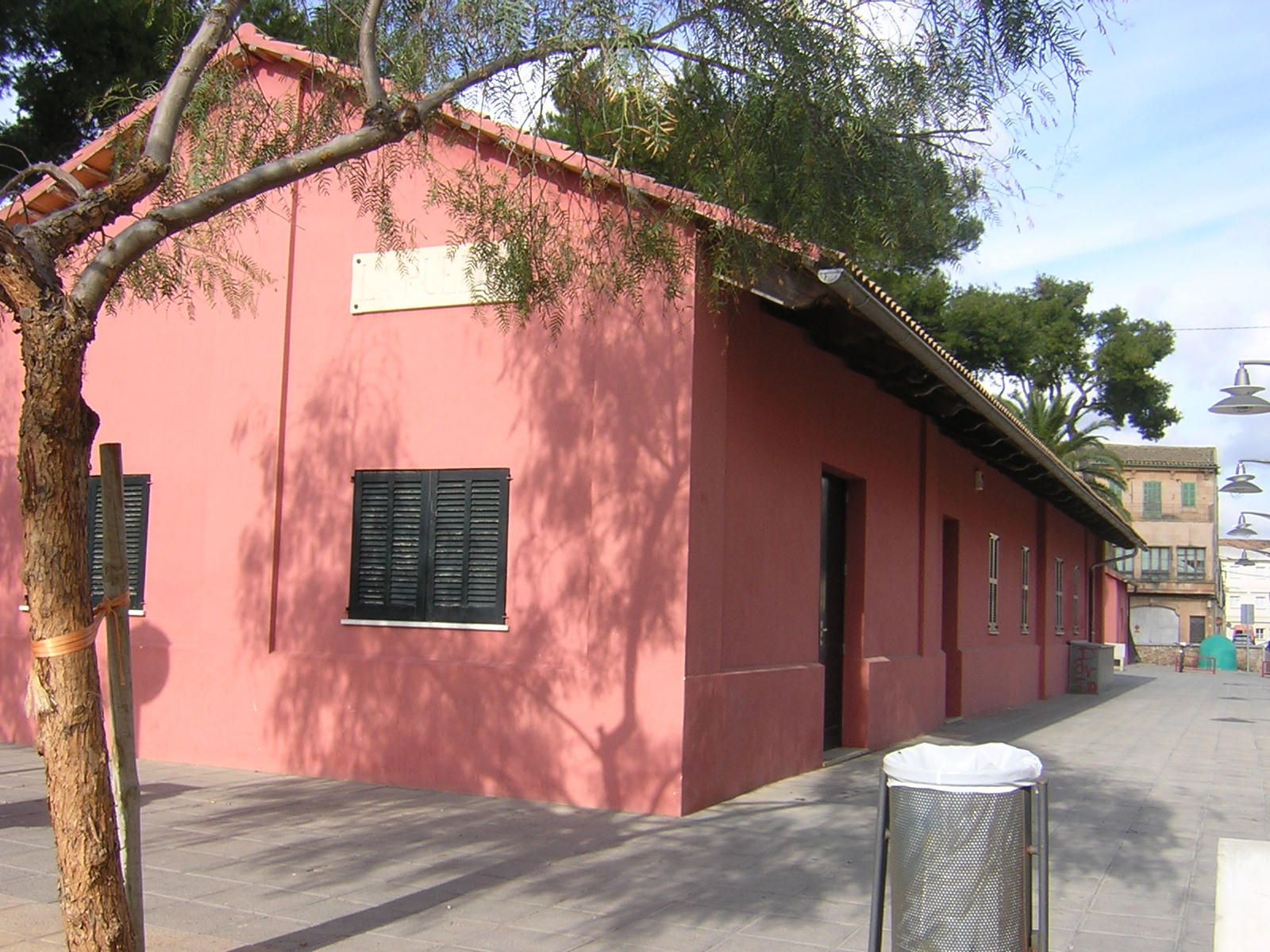
Estación de La Puebla. Tras la reapertura del ramal en 2001 las vías se situaron a 500 metros del edificio.